# Marco Méndez
Marco Méndez (Uruapan, Michoacán; 1 de octubre de 1976) es un actor mexicano.

## Biografía
Estudió hasta el quinto semestre la carrera de Arquitectura en el Instituto Tecnológico de Morelia y en el periodo de 1999-2001 ingresa al Centro de Educación Artística de Televisa.
Tuvo participación en el programa "Viñetas Coca Cola", una producción de Luis del Llano, para así después realizar conducción para SKY, en el Aca Fest 2002.
A la vez, inició su carrera de televisión en la telenovela Salomé, bajo la mano del productor Juan Osorio donde encarnó el personaje de "León", enemigo de los hijos de Edith González en la historia.
Posteriormente al término de su primera participación como actor se integró al elenco de la telenovela Bojórquez Las       vías del amor, del productor Emilio Larrosa, y con dirección Sergio Jiménez, donde interpretó al personaje de Oscar Mendaz. 
Luego su conducción para SKY, le da un giro a su carrera de ciento ochenta grados, para comenzar con el teatro, su primera participación fue en la obra La Cenicienta, una producción de Roberto Tello, dirigida por Bob Isacs, dando vida al personaje de "El Príncipe".
Después participó en la telenovela Muchachitas como tú de Emilio Larrosa en el papel de Joaquín, en esta telenovela compartió créditos con  Ariadne Díaz la cual conoció y mantuvo una relación sentimental en la vida real, también compartió créditos con José Ron.

## Trayectoria

### Telenovelas
- Nadie como tú (2023-2024) - Abel Miraballe
- Amor dividido (2022) - Valente Tovar
- Por amar sin ley (2019) - Javier Rivas
- Me declaro culpable (2017-2018) - Javier Dueñas López
- La doble vida de Estela Carrillo (2017) - Asdrúbal Guerrero[1]
- Sueño de amor (2016) - Óscar Sousa Villaurrutia[2]
- Pasión y poder (2015-2016) - Agustín Ornelas
- Las bandidas (2013) - Alonso Cáceres
- Porque el amor manda (2012-2013) - Diego Armando Manríquez
- La que no podía amar (2011-2012) - Esteban
- Triunfo del amor (2010-2011) - Fabián Duarte
- Mar de amor (2010) - Dr. David Bermúdez
- Los exitosos Pérez (2009-2010) - Diego Planes
- Querida enemiga (2008) - Bruno Palma
- Muchachitas como tú (2007) - Joaquín Barbosa
- La verdad oculta (2006) - Carlos Ávila
- Contra viento y marea (2005) - Renato Alday
- Mujer de madera (2004-2005) - Alberto
- Rubí (2004) - Luis Duarte López
- Amar otra vez (2004) - Gonzalo
- Las vías del amor (2002-2003) - Óscar Méndez
- Salomé (2001-2002) - León

### Programas
- Ugly Betty (2006-2007) - Rey
- Big Brother (2005) - Participante
- Mujer, casos de la vida real (2002)

### Cine
- Sueño (2005) - Marco
- Amor a ciegas (2002)
- Blint Heat (2001)

## Premios y nominaciones

### Premios Califa de Oro
| Año  | Categoría         | Telenovela       | Resultado |
| ---- | ----------------- | ---------------- | --------- |
| 2006 | Destaca actuación | La verdad oculta | Ganador   |